# Privatnotenbank
Privatnotenbanken sind Notenbanken in privatem Besitz. Mit ihnen verbindet sich eine marktwirtschaftliche, also dezentrale Organisation des Geldwesens mit mehreren Notenbanken. Sie hatten ihre größte Verbreitung vom 16. bis Anfang des 20. Jahrhunderts. Heute wird Geld fast überall auf der Welt von nur jeweils einer für einen Währungsraum bzw. Staat zuständigen (quasi-)staatlichen, nominell und de jure unabhängigen Monopol-Notenbank, der jeweiligen Zentralbank, in Umlauf gebracht. Gemeinsamer historischer Vorläufer sind die Zettelbanken, welche Privatnotenbanken waren.

## Überblick
Bei einer Privatnotenbank handelt es sich um eine Zettel-, Wechsel- oder Notenbank in privatem Besitz. Der Umsatz dieses Kreditinstituts erfolgte durch Ein- und Ausgabe von Währungen. Historisch wurden Münzen, Bancozettel, Kassenanweisungen oder Banknoten herausgegeben.
Die privaten Rechte, eine Währung auszugeben, wurden erst durch entsprechende Gesetze wie das Geldregal oder das Währungsmonopol eingeschränkt. Oft war die privilegierte Herausgabe an Notenbanken zugeteilt worden, die privat organisiert waren.

## Europäische Geschichte

### 16./17./18. Jahrhundert
Im 16. Jahrhundert entwickelten sich in Europa Zettel- und Wechselbanken. Zettel und Wechsel waren historische Vorläufer von Banknoten.
Am 16. Juli 1661 waren durch die Bank von Stockholm, eine private Notenbank, die ersten offiziellen Banknoten in Europa emittiert worden. Die Bank kam aber in Schwierigkeiten, da zu viele Banknoten gedruckt wurden.
Nachdem die Goldschmiede in England ihre Wechsel zunehmend ohne Indossament und Zinsversprechen ausgaben, erhielten diese den Charakter von Banknoten. Mit dem Vertrauen der Kunden in die Bonität der Goldschmiede, die durch die Gilde der Worshipful Company of Goldsmiths überwacht wurde, wurde es möglich auch über die Höhe der Einlagen hinaus Wechsel herauszugeben. Einige Goldschmiede wurden so zu frühen Notenbanken. Von diesen Banken besteht heute jedoch nur noch die 1672 durch Sir Richard Hoare gegründete Bank C. Hoare & Co.
In England erteilte König William 1694 dem schottischen Kaufmann Paterson als Gegenleistung für einen Großkredit die Genehmigung zur Gründung der Bank of England und das Recht zur Ausgabe von anfangs handgeschriebenen und nun faktischen Banknoten. 1708 erhielt die Bank of England das Privileg, dass außer ihr in England und Wales keine Bankgesellschaft mit mehr als sechs Teilhabern Noten ausgeben dürfe. Daher blieben die englischen Privatnotenbanken klein.
Auch in Deutschland folgte man dieser Entwicklung. Es kamen die Bancozettel in Umlauf, wodurch die Zahlungsmittelknappheit behoben wurde.
Während in England die Privatnotenbanken klein blieben, war es in Schottland anders. Mit der Bank of Scotland (gegründet 1695), der Royal Bank of Scotland (gegründet 1727) und der British Linen Company (gegründet 1746) entstanden große Privatnotenbanken, die bis heute bestehen.

### 19. Jahrhundert
Die Entwicklung der Privatnotenbanken wurde durch die englische Notenbank-Gesetzgebung, die Peel'sche Bankakte von 1844, unterbrochen. Damit ist die Befugnis der Ausgabe von Banknoten für Wales und England per Gesetz auf die Bank of England übergegangen, wodurch das Britische Pfund gesetzliches Zahlungsmittel wurde und die Emittierung von Banknoten auf eine staatliche Notenbank fiel. Neue Privatnotenbanken wurden nicht mehr lizenziert. Der Notenumlauf der bestehenden Privatnotenbanken wurde auf das Volumen von 1844 beschränkt. Von den ursprünglich über 4000 Notenbanken bestanden 1844 nur noch 300.
Nach dem Peel'schen Bankakt breitete sich auch in den jeweiligen Staaten Europas ein Währungsmonopol aus, sodass eine oder mehrere privilegierte, staatlich beaufsichtigte Banken oder Staatsbanken diese Aufgabe übernahmen.
In Deutschland kam es Mitte der 1850er Jahre zu einer wahren Gründungswelle von Privatnotenbanken. Während es 1851 neun Notenbanken in Deutschland gab, stieg die Zahl 1856 auf 19, 1857 auf 29 und erreichte 1875 mit 33 einen Höhepunkt.
Mit der Reichsgründung 1871 verloren die Gliedstaaten des Reiches ihr Gesetzgebungsrecht in Bezug auf das Geldwesen. Die Banknotensperrgesetze vom 27. März und 16. Juni 1870 regulierten die bisher ungehinderte Ausgabe von Privatbanknoten sowie die Ausgabe von Papiergeld mit geringem Nennwert in den jeweiligen Landeswährungen.
Durch das Gesetz vom 4. Dezember 1871 wurde mit der Reichsgoldmünze der Goldgehalt der neuen Währung Mark festgelegt und dieser durch das Münzgesetz vom 9. Juli 1873 auf alle Landeswährungen (Gulden, Thaler etc.) angewendet. Die Mark wurde zum 1. Januar 1876 im gesamten Reichsgebiet eingeführt.
Im Bankgesetz vom 14. März 1875 wurde mit § 61 festgelegt, dass die Preußische Bank als größte Privatnotenbank an das Deutsche Reich abgetreten wird und diese künftig unter dem Namen Reichsbank die Nationalbank des Staates darstellt. Des Weiteren wurde allen bestehenden Privatnotenbanken weiterhin das Recht zugebilligt, in begrenztem Umfang eigene Banknoten zu emittieren. Auf dieses Anrecht verzichteten innerhalb des Jahres 1875 jedoch dreizehn Privatnotenbanken.

### Deutsche Privatnotenbanken
Vor Erlass des Bankgesetzes vom 14. März 1875 existierten im Deutschen Kaiserreich 33 Privatnotenbanken, die überwiegend im Zeitraum 1850 bis 1860 gegründet worden waren. Sie durften Banknoten im eigenen Namen emittieren. Durch das Bankgesetz ging aus der Preußischen Notenbank die staatliche Reichsbank hervor. Da diese sich zum dominierenden Institut entwickelte, schrumpfte die Zahl der konkurrierenden privaten Notenbanken bis 1878 wieder auf 17 Institute. Den statistischen Jahrbüchern können deren Jahresbilanzen entnommen werden. Den Beginn des 20. Jahrhunderts überlebten noch sieben Notenbanken. Nach der Hyperinflation von 1923 wurde durch Privatnotenbankgesetz von 1924 deren Auflösung zum Ende des Jahres 1934 verfügt.
| Privatnotenbank                                        | Sitz              | Staat                                             | Gründung | Ende des Ausgabeprivilegs          |
| ------------------------------------------------------ | ----------------- | ------------------------------------------------- | -------- | ---------------------------------- |
| Preußische Bank                                        | Berlin            | Königreich Preußen                                | 1856     | 1875, danach als Reichsbank Berlin |
| Ritterschaftliche Privatbank in Pommern                | Stettin           | Königreich Preußen                                | 1824     | 1875                               |
| Städtische Bank in Breslau                             | Breslau           | Königreich Preußen                                | 1848     | 1893                               |
| Bank des Berliner Kassenvereins                        | Berlin            | Königreich Preußen                                | 1850     | 1876                               |
| Kölnische Privatbank                                   | Köln              | Königreich Preußen                                | 1855     | 1886                               |
| Magdeburger Privatbank                                 | Magdeburg         | Königreich Preußen                                | 1856     | 1890                               |
| Danziger Privat-Actien-Bank                            | Danzig            | Königreich Preußen                                | 1856     | 1890                               |
| Provinzial-Aktien Bank in Posen                        | Posen             | Königreich Preußen                                | 1857     | 1890                               |
| Kommunalständische Bank für die preußische Oberlausitz | Görlitz           | Königreich Preußen                                | 1866     | 1875                               |
| Frankfurter Bank                                       | Frankfurt am Main | Freie Stadt Frankfurt, Königreich Preußen         | 1854     | 1901                               |
| Landgräflich Hessische Landesbank Bad Homburg          | Bad Homburg       | Landgrafschaft Hessen-Homburg, Königreich Preußen | 1854     | 1876                               |
| Hannoversche Bank                                      | Hannover          | Königreich Hannover, Königreich Preußen           | 1856     | 1889                               |
| Braunschweigische Bank                                 | Braunschweig      | Herzogtum Braunschweig                            | 1853     | 1905                               |
| Bayerische Notenbank                                   | München           | Königreich Bayern                                 | 1834     | 1934                               |
| Sächsische Bank zu Dresden                             | Dresden           | Königreich Sachsen                                | 1865     | 1934                               |
| Leipziger Bank                                         | Leipzig           | Königreich Sachsen                                | 1839     | 1875                               |
| Chemnitzer Stadtbank                                   | Chemnitz          | Königreich Sachsen                                | 1858     | 1890                               |
| Leipziger Kassenverein                                 | Leipzig           | Königreich Sachsen                                | 1867     | 1890                               |
| Weimarische Bank                                       | Weimar            | Großherzogtum Sachsen-Weimar-Eisenach             | 1853     | 1875                               |
| Württembergische Notenbank                             | Stuttgart         | Königreich Württemberg                            | 1871     | 1934                               |
| Badische Bank                                          | Mannheim          | Großherzogtum Baden                               | 1870     | 1934                               |
| Bank für Süddeutschland                                | Darmstadt         | Großherzogtum Hessen                              | 1855     | 1902                               |
| Rostocker Bank                                         | Rostock           | Großherzogtum Mecklenburg-Schwerin                | 1850     | 1877                               |
| Oldenburgische Landesbank                              | Oldenburg         | Großherzogtum Oldenburg                           | 1869     | 1875                               |
| Mitteldeutsche Creditbank in Meiningen                 | Meiningen         | Herzogtum Sachsen-Meiningen                       | 1856     | 1875                               |
| Privatbank in Gotha                                    | Gotha             | Herzogtum Sachsen-Coburg-Gotha                    | 1856     | 1875                               |
| Anhalt-Dessauische Landesbank                          | Dessau            | Herzogtum Anhalt                                  | 1847     | 1875                               |
| Thüringische Bank                                      | Sondershausen     | Fürstentum Schwarzburg-Sondershausen              | 1856     | 1875                               |
| Geraer Bank                                            | Gera              | Fürstentum Reuß                                   | 1855     | 1875                               |
| Niedersächsische Bank zu Bückeburg                     | Bückeburg         | Fürstentum Schaumburg-Lippe                       | 1856     | 1875                               |
| Lübecker Privatbank                                    | Lübeck            | Hansestadt Lübeck                                 | 1820     | 1875                               |
| Commerz-Bank in Lübeck                                 | Lübeck            | Hansestadt Lübeck                                 | 1856     | 1886                               |
| Bremer Bank                                            | Bremen            | Hansestadt Bremen                                 | 1856     | 1889                               |

Die Deutsch-Asiatische Bank war die Privatnotenbank des deutschen Schutzgebietes Kiautschou. Die Kurhessische Leih- und Commerzbank war die einzige Privatnotenbank ohne förmliche Konzession.
Die Reichsbank behielt bis zum Privatnotenbankgesetz von 1924 ein Banknotenprivileg im Deutschen Reich, nach 1934 erhielt sie das Banknotenmonopol im Dritten Reich.

### 20. und 21. Jahrhundert
Von den 1844 noch 300 bestehenden Privatnotenbanken existierten 1901 noch 60 in England. 1921 beendete die letzte Privatnotenbank dort die Herausgabe von Banknoten. Nun bestanden im Vereinigten Königreich noch 9 schottische und 5 irische Privatnotenbanken.
Mit dem Ende des Kaiserreiches 1918 bestanden nur noch vier Privatnotenbanken in Deutschland: die Bayerische Notenbank in München, die Badische Bank in Mannheim, die Sächsische Bank zu Dresden und die Württembergische Notenbank in Stuttgart. Zur Regelung der Rechtsstellung dieser Banken wurde das Privatnotenbankgesetz vom 30. August 1924 erlassen.
Mit der Machtergreifung der Nationalsozialisten wurde das Notenprivileg dieser Banken aufgehoben. Formal wurde dabei ein Kündigungsrecht nach Ablauf von 10 Jahren aus dem Gesetz von 1924 genutzt, so dass die Banken zum 31. Dezember 1934 ihre Notengeschäfte einstellen mussten. Die Banknoten wurden bis Ende 1936 eingezogen und durch Reichsbanknoten ersetzt. Damit endete in Deutschland die Geschichte der Privatnotenbanken.
Das Währungsmonopol wurde weltweit fast ausnahmslos nur noch Notenbanken in nicht-privater Trägerschaft zugeteilt. Eine dieser Ausnahmen ist das Vereinigte Königreich, wo bis heute drei schottische Banken und vier nordirische Banken noch das Recht haben, eigene Banknoten herauszugeben.

## Heutige Situation
Auch heute noch sind eine Reihe von Zentralbanken ganz oder teilweise im Besitz von Privaten. Dies ist jedoch Scheineigentum, da die Eigentümer in Bezug auf die hoheitlichen Aufgaben und die Fragen der Geldschöpfung ihre Eigentümerrechte nicht wahrnehmen können.
- Die Banca d’Italia gehört 60 Aktionären (Banken und Versicherungen). Größte Aktionäre sind Intesa Sanpaolo (30,34 %) und Unicredit (22,11 %).
- Die Schweizerische Nationalbank ist eine börsennotierte Aktiengesellschaft. Mehr als die Hälfte der Namensaktien gehören jedoch Kantonen und Kantonalbanken.
- Die US-amerikanische Fed hat private Anteilseigner: Die zwölf regionalen Reserve Banks sind teilweise im Besitz ihrer Mitglieder, der amerikanischen Geschäftsbanken.[13]
- Die Banknoten des Hongkong-Dollars werden von zwei privaten Banken (Standard Chartered Bank und HSBC) sowie der staatlichen Bank of China ausgegeben.
- Die Belgische Nationalbank ist eine börsennotierte Aktiengesellschaft, an der der belgische Staat kraft Gesetzes die Hälfte der Anteile hält.[14]

## Wissenschaftliche Diskussion
Einige Wissenschaftler argumentieren für die Realisierung eines Free Banking. Sie fordern einen Verzicht auf staatliche Bankenregulierung und die Regulierung der Geschäfts- und Notenbanken durch marktwirtschaftlichen Wettbewerb und unabhängige private Institutionen (z. B. Verbraucherschutzorganisationen). In der Konsequenz würde dies die unbeschränkte Zulassung von Privatnotenbanken ermöglichen. Diese Position ist in der Wirtschaftswissenschaft eine klare Minderheitenposition.